# Sindrome di Griscelli
Le sindromi di Griscelli sono rare malattie autosomiche recessive, caratterizzate da depigmentazione della cute e dei capelli; un particolare albinismo parziale con ampi aggregati di pigmento nei fusti dei capelli e accumulo di melanosomi maturi nei melanociti. Normalmente provoca la morte prematura nei neonati o infanti.
Il nome è dovuto a Claude Griscelli, professore in pediatria presso l'Hôpital Necker Enfants-Malades di Parigi che per primo insieme a Pruniueras individuò la malattia nel 1978.

## Fisiopatologia

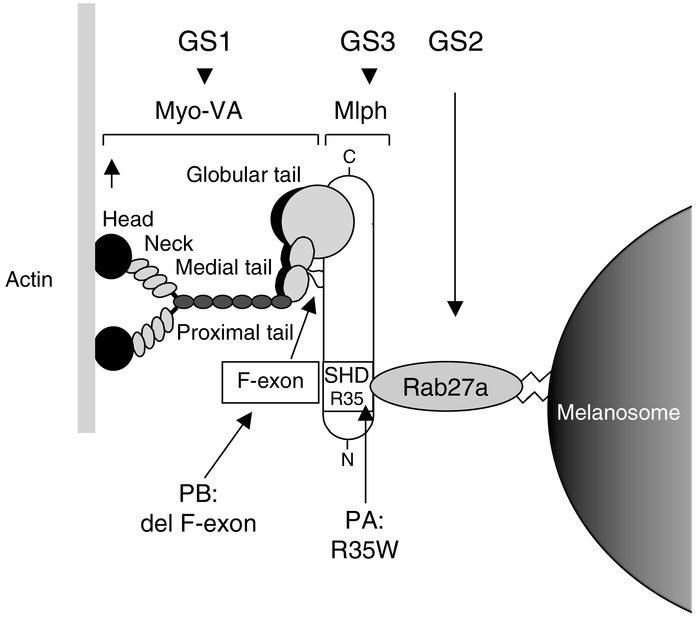
Il meccanismo di trasporto dei melanosomi

La sindrome Griscelli è classificata in tre tipi tutti caratterizzati dalla presenza di capelli argentati e dalla depigmentazione della pelle. I tipi si differenziano per i probabili geni responsabili del disturbo e per le manifestazioni associate all'ipopigmentazione.
| OMIM        | Nome                                                     | Gene   | Localizzazione cromosomica |
| ----------- | -------------------------------------------------------- | ------ | -------------------------- |
| OMIM 214450 | Malattia di Griscelli tipo 1 o Sindrome di Elejalde, SG1 | MYO5A  | 15q21.2                    |
| OMIM 607624 | Malattia di Griscelli tipo 2, SG2                        | RAB27A | 15q21.3                    |
| OMIM 609227 | Malattia di Griscelli tipo 3, SG3                        | MLPH   | 2q37.3                     |

I tre geni ritenuti responsabili delle sindromi di Griscelli a diverso livello intervengono nel meccanismo di trasporto dei melanosomi e tutti i tipi hanno in comune l'ipopigmentazione cutanea.
- Il tipo 1 , SG1,  è caratterizzato da sintomi neurologici: convulsioni, paralisi, spasticità. Chi ne soffre subisce un notevole ritardo dello sviluppo.
- Il tipo 2, SG2,  è caratterizzato da complicazioni immunitarie che possono anche portare a problemi neurologici. Il problema immunitario è la fonte di varie infezioni cutanee, otorinolaringoiatriche e dell'apparato respiratorio. Esso è caratterizzato da una leucopenia e trombocitopenia. Inoltre, ci può essere una incontrollata attivazione dei macrofagi (sindrome emofagocitica),

Si può manifestare anche epatosplenomegalia così come problemi agli occhi.
- Il tipo 3 SG3 è caratterizzato dall'assenza di manifestazioni immunitarie o neurologiche.

## Prevalenza
Le sindromi di Griscelli sono molto rare con una prevalenza minore di 1 su 1 000 000  La maggior parte dei casi sono stati rilevati nell'area del Mediterraneo, soprattutto in Turchia.

## Diagnosi

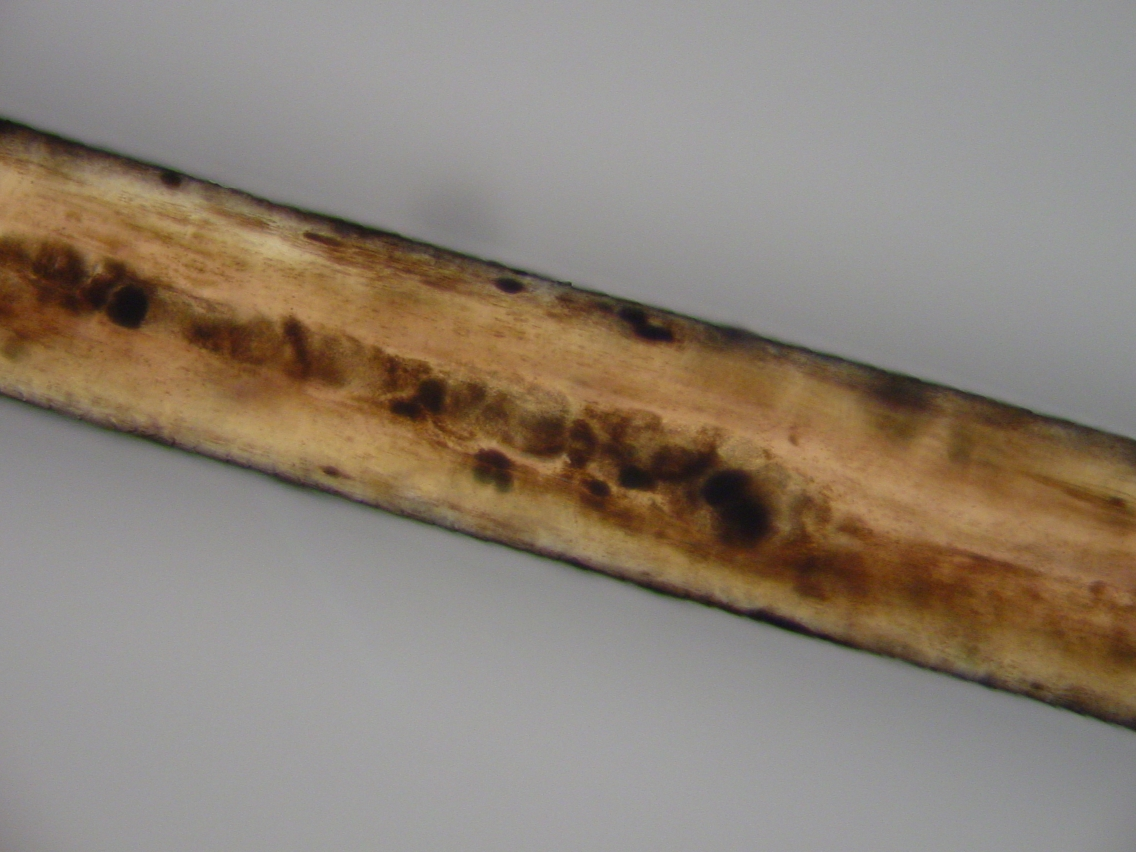
Grossi granuli pigmentati nel capello depigmentato distinguono la sindrome di Griselli da quella di Chédiak-Higashi

La diagnosi è normalmente basata sui principi della diagnosi differenziale con lo scopo di eliminare gradualmente altre malattie con quadro clinico simile a quello della malattia di Griscelli, come la sindrome di Elejalde.
Lo studio microscopico dei capelli può individuare grossi granuli di melanina irregolari.
La microscopia elettronica può rivelare che i melanociti sono sovraccarichi di melanosomi non trasferiti ai cheratinociti.
Inoltre, per GS1 e GS2,  è possibile una diagnosi prenatale con screening dei geni MYO5A, RAB27A MLPH e ricerca delle mutazioni. a seguito del prelievo dei villi coriali.

## Terapia e prognosi
Per la SG1, il trattamento è sintomatico e limitato all'assunzione di corticosteroidi, antiepilettico e antipiretici. Tuttavia, questo supporto di solito non riesce a prevenire la morte precoce per una grave compromissione neurologica. 
Per la SG2, la sindrome emofagocitica è spesso fatale e l'unica cura è un trapianto di midollo osseo a seguito di un trattamento immunodepressivo.
Per la SG3, ad oggi non è previsto nessun trattamento visto che si presenta con l'ipopigmentazione cutanea senza altre manifestazioni cliniche..
La prognosi per chi soffre del tipo 1 e del tipo 2 è relativamente scarsa; in genere, senza un trattamento adeguato, la malattia è fatale entro il primo-quarto anno di vita.